# 門屋尚志
門屋 尚志（かどや なおゆき、1878年〈明治11年〉1月3日 - 1939年〈昭和14年〉7月21日）は、日本の政治家。衆議院議員（1期）。

## 経歴
愛媛県温泉郡、のちの素鵞村（現松山市）で生まれ、伊予郡郡中町（現伊予市）で成人した。東京高等商業学校（現一橋大学）で学ぶ。松山中学校(現・愛媛県立松山東高等学校)、洲本中学校(現・兵庫県立洲本高等学校)の教員となる。
日本棉花(株)社員、日本棉花同業会理事長となる。
1920年の第14回衆議院議員総選挙において愛媛2区から憲政会公認で立候補して当選する。衆議院議員を1期務め、1924年の第15回衆議院議員総選挙には立候補しなかった。1939年に死去した。